# Legavin
Legavin (en francès i oficial Léguevin) és un municipi francès del department de l'Alta Garona, a la regió Occitània. Està situat al nord-oest de Tolosa al costat del departament de Gers.

## Monuments

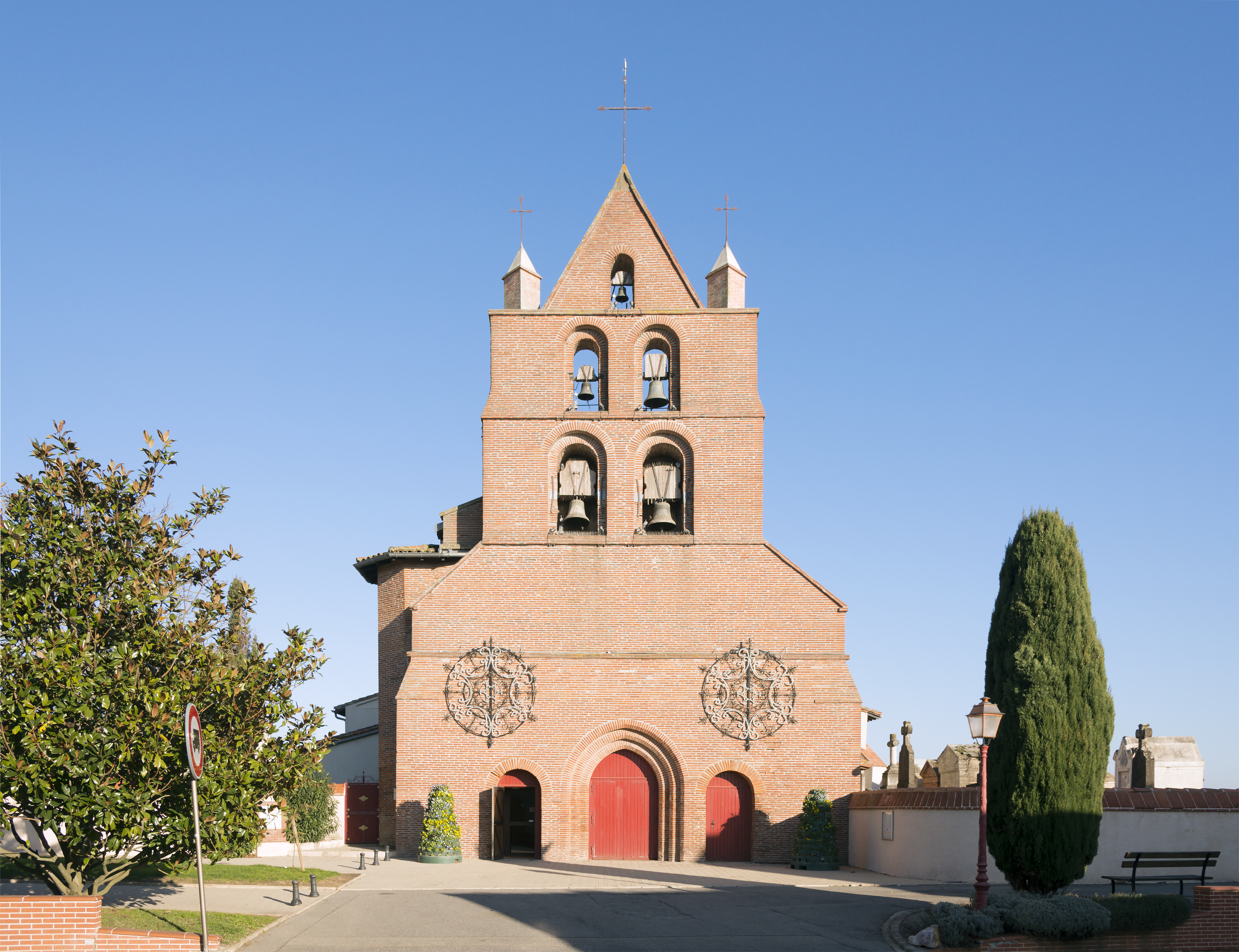
L'Església.
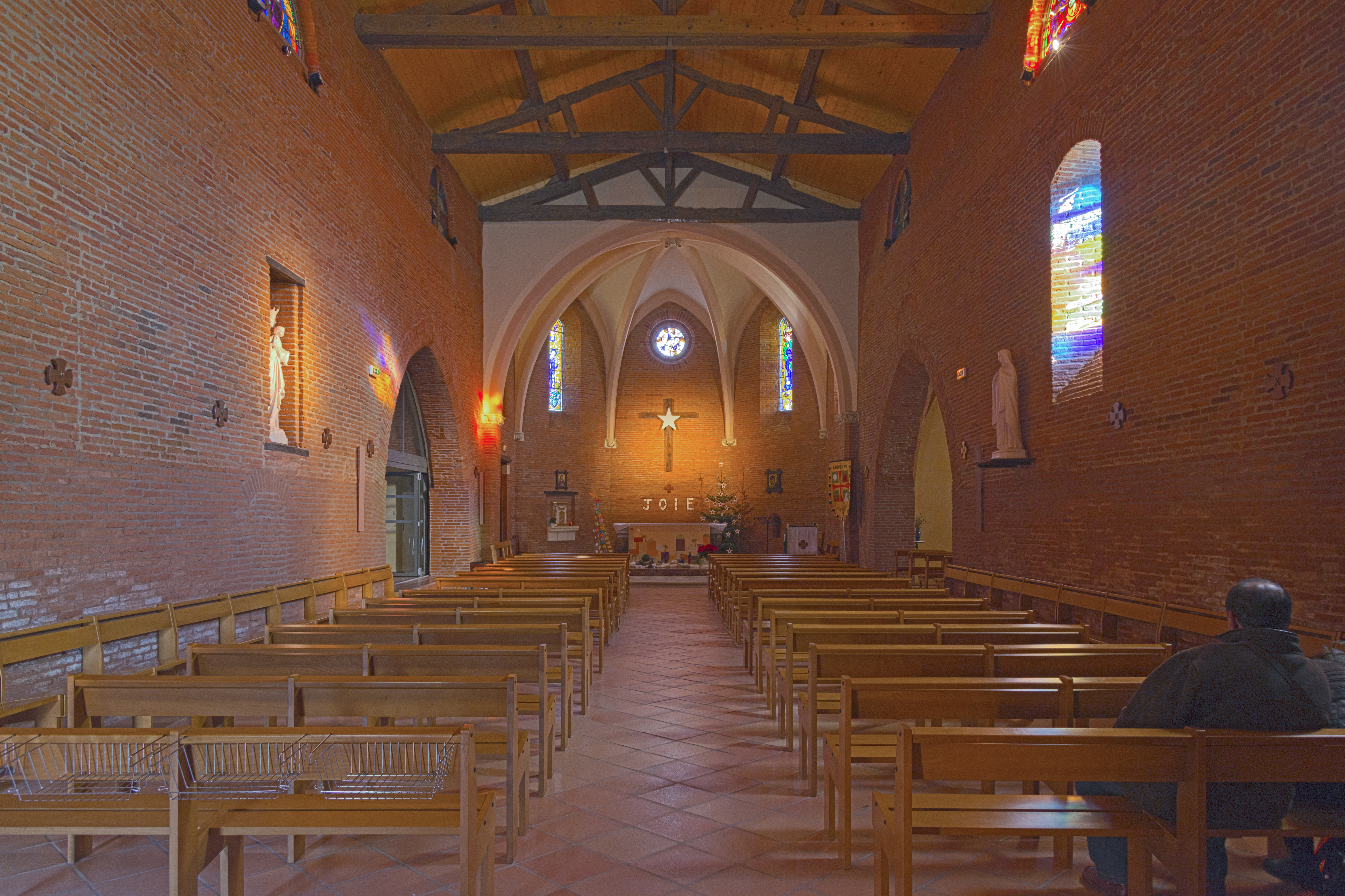
La Nau.
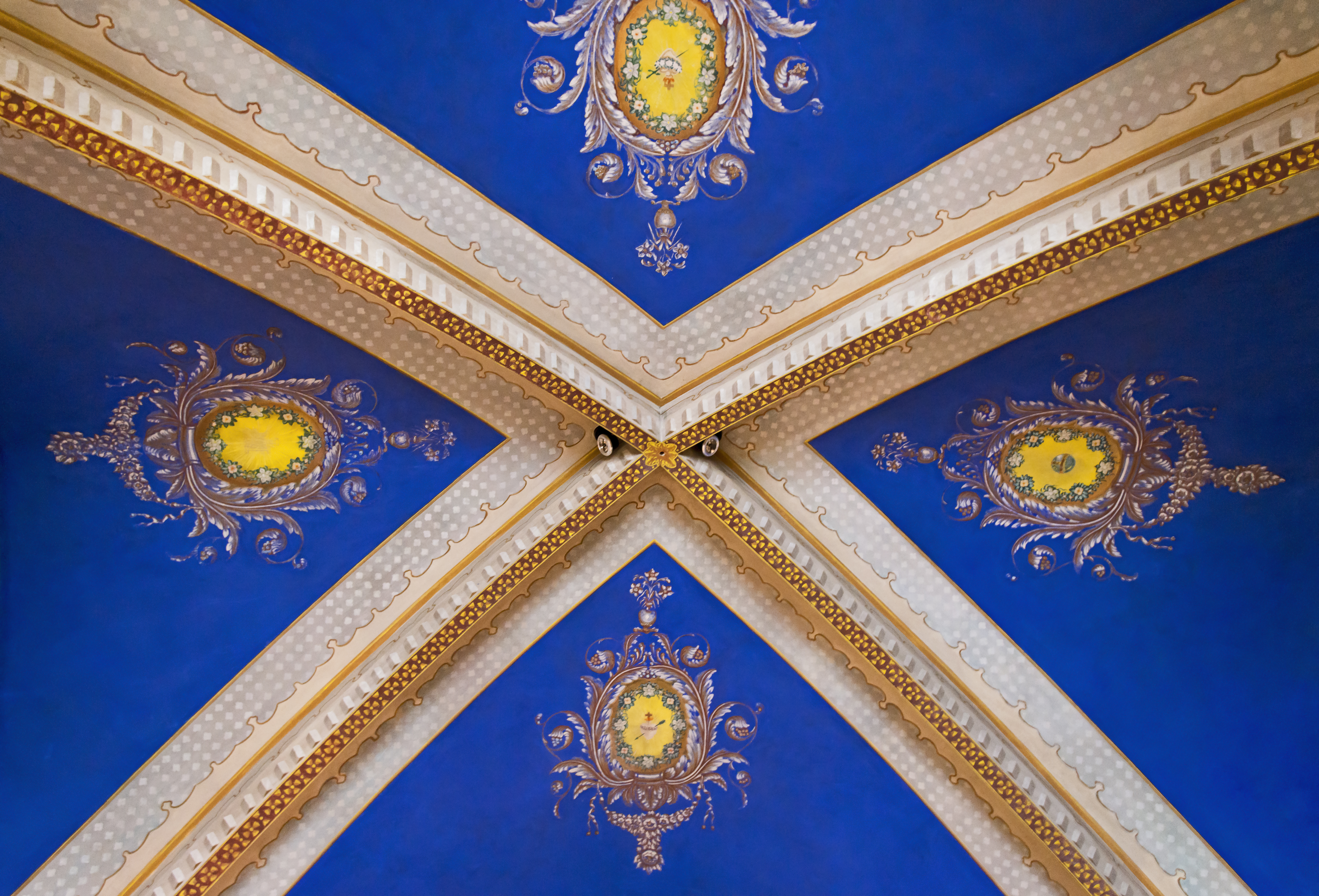
El sostre de l'església.
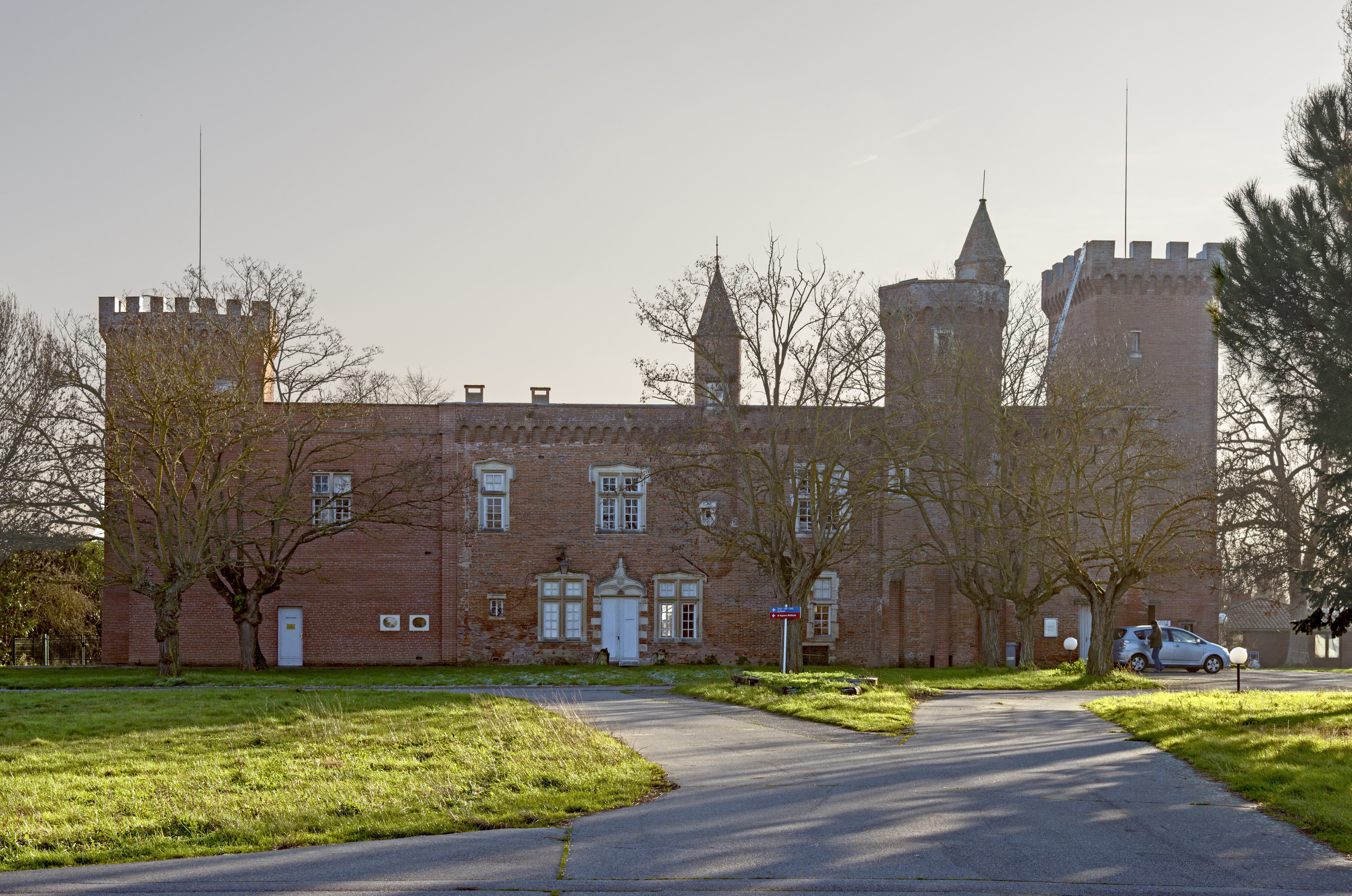
El castell.
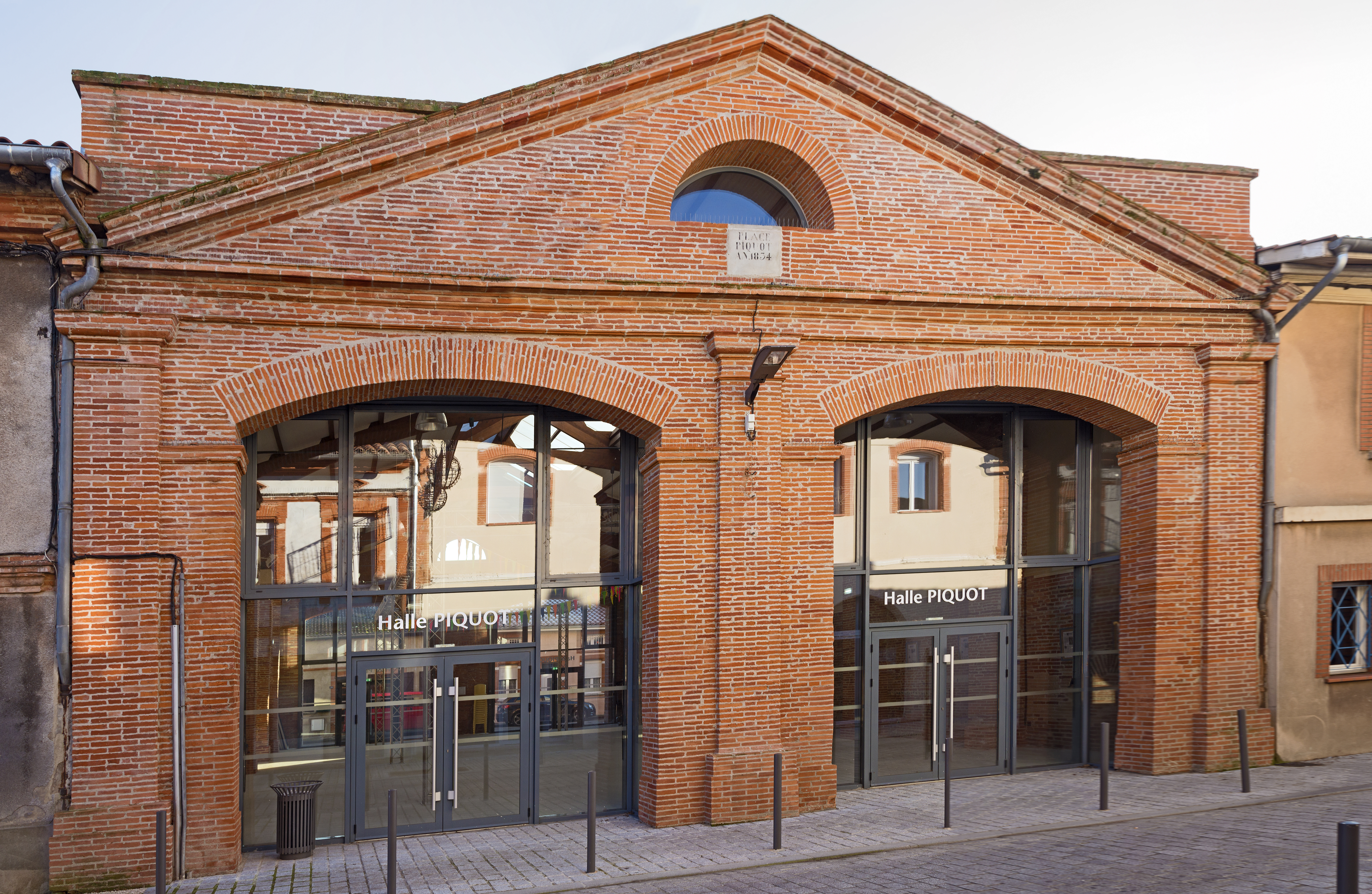
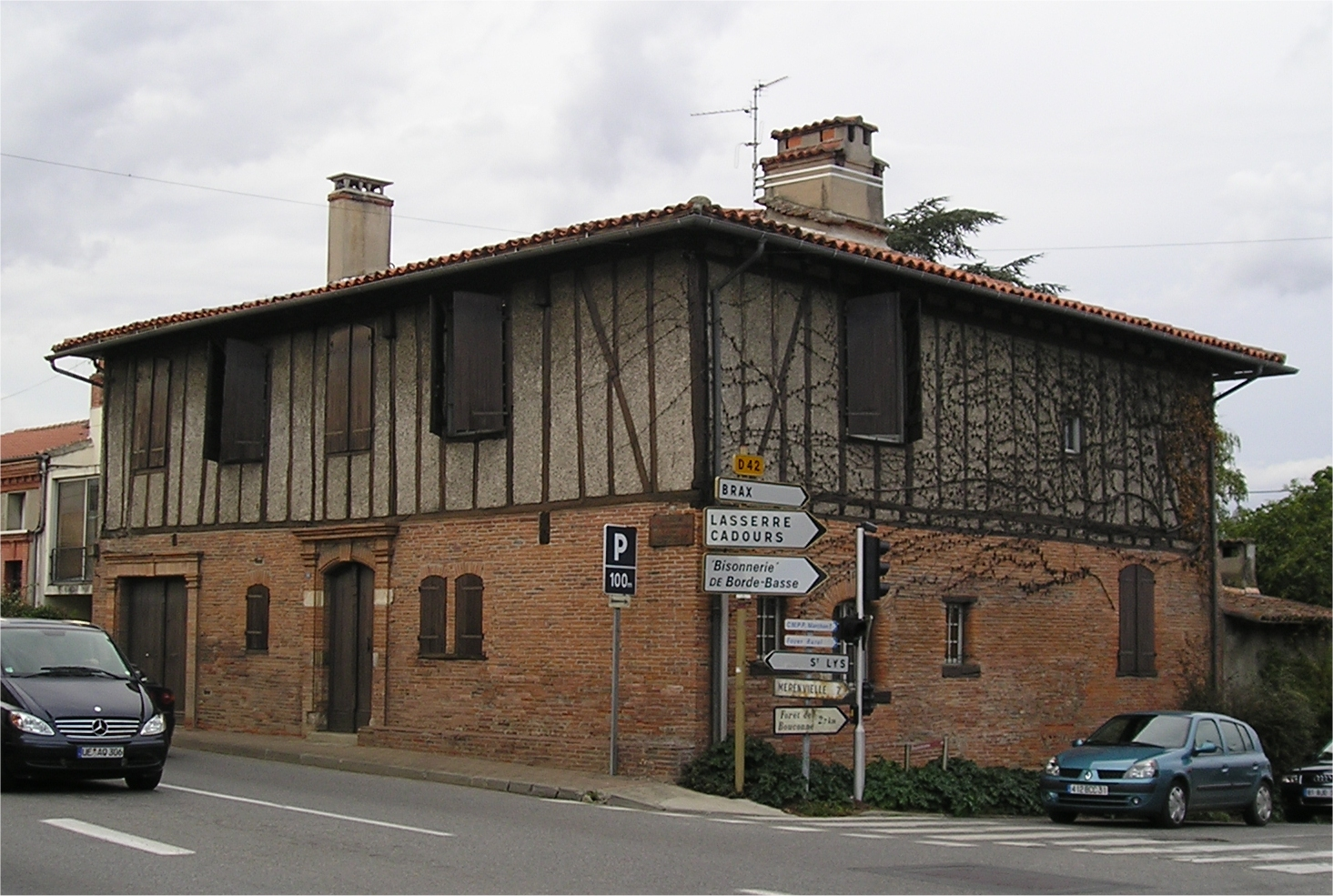
L'ex Posta.